# ویلهلم فورت‌ونگلر
ویلهِلم فورت‌وِنگلِر (آلمانی: Wilhelm Furtwängler زادهٔ ۲۵ ژانویهٔ ۱۸۸۶ – درگذشتهٔ ۳۰ نوامبر ۱۹۵۴) آهنگ‌ساز و رهبر ارکستر اهل آلمان بود.
فورت‌ونگلر از بزرگ‌ترین و پرافتخارترین رهبران ارکستر در سدهٔ بیستم به‌شمار می‌رود.